# از آسمان عبور خواهم کرد
از آسمان عبور خواهم کرد (به تامیلی: Vinnaithaandi Varuvaayaa) فیلمی محصول سال ۲۰۱۰ و به کارگردانی گاتوم منون است. در این فیلم بازیگرانی همچون سیلامباراسان، تریشا، بابو آنتونی، نگا چایتانیا ایفای نقش کرده‌اند.